# Route 349 (Québec)
Pour les articles homonymes, voir Route 349.
La route 349 (R-349) est une route régionale québécoise d'orientation nord / sud située sur la rive nord du fleuve Saint-Laurent. Elle dessert les régions administratives de la Mauricie et de Lanaudière.

## Tracé
La route 349 débute sur la rive ouest de la rivière du Loup à Louiseville, à l'angle de la route 138. Elle se dirige ensuite vers le nord jusqu'à Saint-Alexis-des-Monts, où elle redescend vers le sud-ouest pour rejoindre Saint-Didace, où elle se termine à l'angle de la route 348.

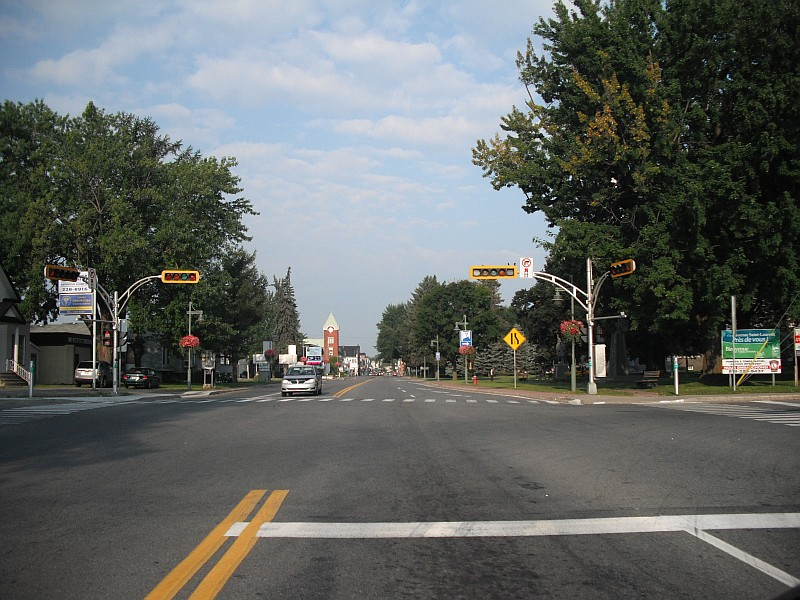
Intersection des routes 138 et 349 à Louiseville.

## Localités traversées (du sud au nord)
Liste des municipalités dont le territoire est traversé par la route 349, regroupées par municipalité régionale de comté (MRC).

### Mauricie
Maskinongé
- Louiseville
- Saint-Léon-le-Grand
- Sainte-Angèle-de-Prémont
- Saint-Paulin
- Saint-Alexis-des-Monts

### Lanaudière
D'Autray
- Saint-Didace

## Intersections majeures
| MRC                     | Municipalité | km    | Destinations                                                        | Notes                                                                                                |
| ----------------------- | ------------ | ----- | ------------------------------------------------------------------- | --- |
| Maskinongé              | Louiseville  | 0,00  | R-138 – Yamachiche, Maskinongé, Trois-Rivières                      | |
| Maskinongé              | Saint-Paulin | 18,00 | R-350 ouest – Saint-Édouard-de-Maskinongé, Sainte-Angèle-de-Prémont | Terminus sud du multiplex avec la R-350; Sainte-Angèle-de-Prémont indiqué en direction sud seulement |
| Maskinongé              | Saint-Paulin | 21,30 | R-350 est – Charette                                                | Terminus nord du multiplex avec la R-350                                                             |
| D'Autray                | Saint-Didace | 59,60 | R-348 – Saint-Gabriel, Saint-Édouard-de-Maskinongé                  | |
| - Terminus de multiplex |              |       |                                                                     | |